# Actinella
Actinella é um género de lesmas, moluscos gastrópodes pulmonados terrestres da família Hygromiidae.
Este género contém as seguintes espécies:
- Actinella actinophora
- Actinella anaglyptica
- Actinella arcta
- Actinella armitageana
- Actinella arridens
- Actinella carinofausta
- Actinella fausta
- Actinella giramica
- Actinella laciniosa
- Actinella lentiginosa
- Actinella littorinella
- Actinella nitidiuscula
- Actinella obserata
- Actinella robusta